# 布吕耶尔勒沙泰勒
布吕耶尔勒沙泰勒（法語：Bruyères-le-Châtel，法語發音：[bʁyjɛʁ lǝ ʃatɛl] ⓘ）是法国法蘭西島大區埃松省的一个市镇，属于帕莱索区。

## 地理
布吕耶尔勒沙泰勒（48°35'34"N, 2°11'31"E）面积12.9 平方千米，位于法国法蘭西島大區埃松省，该省份为法国北部内陆省份，北起上塞纳省和马恩河谷省，西接厄尔-卢瓦省和伊夫林省，南至卢瓦雷省，东临塞纳-马恩省。
与布吕耶尔勒沙泰勒接壤的市镇（或旧市镇、城区）包括：马尔库西、布勒耶、埃格利、丰特奈莱布里、奥兰维尔、圣莫里斯蒙库罗讷。

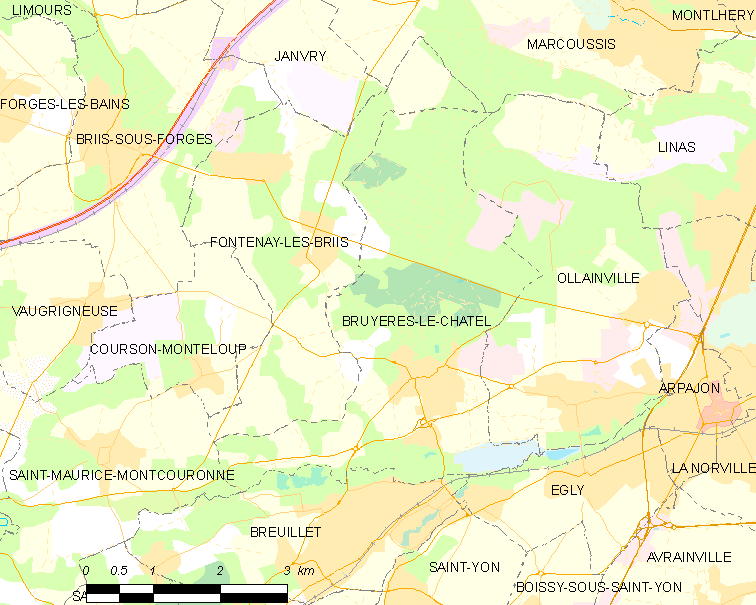
布吕耶尔勒沙泰勒的OSM定位图

布吕耶尔勒沙泰勒的时区为UTC+01:00、UTC+02:00（夏令时）。

## 行政
布吕耶尔勒沙泰勒的邮政编码为91680，INSEE市镇编码为91115。

## 政治
布吕耶尔勒沙泰勒所属的省级选区为阿尔帕容县。

## 人口

1962-2008年间布吕耶尔勒沙泰勒人口变化图示

布吕耶尔勒沙泰勒于2022年1月1日时的人口数量为3738人。